# Centrul pentru muzică Trix (Antwerpen)
Centrul pentru muzică Trix (în neerlandeză Centrum voor muziek Trix) este un centru pentru tineret și sală de spectacole din Antwerpen, Belgia, cunoscut anterior sub numele Hof Ter Lo. Complexul este situat pe bulevardul Noordersingel 28-30 din districtul Borgerhout.

## Activități
Centrul pentru muzică Trix a fost înființat ca un loc de întâlnire unde tinerii talentați din Antwerpen să poată primi consiliere și suport logistic. Complexul deține șapte săli de repetiții și un studio de înregistrări. Există și planuri pentru construirea unui centru de documentare. În 2009, fosta sală Hof ter Lo a fost rebotezată Trix.
Trix organizează seminare, ateliere, spectacole și concerte. Complexul este compus din trei săli: Trix Bar (poate găzdui 180 de persoane), Trix Club (poate găzdui 450 de persoane) și Trix Zaal (poate găzdui 1.100  de persoane). Trix Zaal (în română Sala Trix) este principala sală a centrului muzical și deține o scenă pentru concerte lungă de 12 m, lată de 10 m și înaltă de 1,12 m. Centrul este dotat cu o garderobă în care publicul își poate lăsa obiectele personale în dulapuri cu cheie.
Programul activităților din Centrul pentru muzică Trix este puternic orientat pe inovație și muzică alternativă.

## Transport în comun
La Centrul pentru muzică Trix se poate ajunge cu tramvaiul 10 venind dinspre centrul orașului. Stația de tramvai Hof ter Lo se află la circa 300 de metri de intrarea în Centrul pentru muzică Trix. De asemenea, se poate folosi tramvaiul 8 până la stația de premetrou Zegel. De acolo și până la complexul Trix se poate ajunge pe jos în câteva minute.
Autobuzele liniilor 410, 411 și 412 ale companiei De Lijn opresc și ele la stația Hof ter Lo venind dinspre centrul orașului.

## Accesibilitate pentru persoanele cu mobilitate redusă
Centrul pentru muzică Trix este accesibil persoanelor cu mobilitate redusă și deține inclusiv toalete speciale pentru acestea. În Trix Club, aflat la etajul 1, și în sălile de repetiții și studioul aflate la subsol, persoanele cu dizabilități pot ajunge folosind liftul. De asemenea, pentru subsol există și un acces prin parcarea subterană.
Sălile de concert nu sunt totuși dotate cu locuri speciale din care persoanele cu mobilitate redusă să poată avea o vizibilitate optimă.

## Evenimente
Printre artiștii și formațiile care au cântat sau urmează să o facă pe scena Trix Zaal se numără:
| 2020 - Abbath + Vltimas + 1349 (26 ianuarie 2020) - Gloryhammer + Nekrogoblikon (19 ianuarie 2020) | 2019 - At The Gates (21 decembrie 2019) - Skillet (14–15 decembrie 2019) - Insomnium + The Black Dahlia Murder (13 decembrie 2019) - Motionless in White (6 decembrie 2019) - Duncan Laurence (30 noiembrie, 1 decembrie 2019) - Eluveitie + Lacuna Coil + Infected Rain (10 noiembrie 2019) - Moonspell + Rotting Christ (30 octombrie 2019) - Overkill + Destruction + Flotsam and Jetsam (24 septembrie 2019) - DevilDriver (13 septembrie 2019) - In Flames (10 aprilie 2019) - Godsmack (12 martie 2019) - Sólstafir (12 martie 2019) - Kamelot + Evergrey (10 martie 2019) - Korpiklaani + Turisas + Trollfest (24 februarie 2019) - P.O.D. + Alien Ant Farm (23 februarie 2019) - Amorphis + Soilwork + Jinjer (3 februarie 2019) - Amaranthe + Follow the Cipher (1 februarie 2019) | 2018 - Above & Beyond (6 noiembrie 2018) - Watain + Rotting Christ (4 noiembrie 2018) - Kataklysm + Hypocrisy (4 noiembrie 2018) - Halestorm (3 octombrie 2018) - Rita Ora (22 mai 2018) - Black Label Society (31 martie 2018) - Cannibal Corpse + The Black Dahlia Murder (9 martie 2018) - Cradle of Filth + Moonspell (1 martie 2018) - Rhapsody (24 februarie 2018) - Alan Walker (21 februarie 2018) - Korpiklaani (15 februarie 2018) - Accept (7 februarie 2018) - Hollywood Undead (6 februarie 2018) - Arch Enemy + Wintersun (24 ianuarie 2018) |

| 2017 - Max & Igor Cavalera + Overkill + Insomnium (10 decembrie 2017) - Anathema + Alcest (17 noiembrie 2017) - Testament + Annihilator + Death Angel (12 noiembrie 2017) - Milky Chance (7 noiembrie 2017) - Eluveitie + Amaranthe (5 noiembrie 2017) - Paradise Lost (2 noiembrie 2017) - W.A.S.P. (28 octombrie 2017) - Alestorm (22 octombrie 2017) - Epica (18 octombrie 2017) - R5 + Jorge Blanco (8 octombrie 2017) - Kataklysm (7 octombrie 2017) - Papa Roach (1 octombrie 2017) - Bush (30 septembrie 2017) - Trivium (25 martie 2017) - Asking Alexandria (28 februarie 2017) - Devin Townsend Project (28 ianuarie 2017) - Hammerfall + Gloryhammer (17 ianuarie 2017) | 2016 - Saxon + Girlschool (22 decembrie 2016) - Caliban + Suicide Silence (14 decembrie 2016) - Messugah (25 noiembrie 2016) - Pain (8 noiembrie 2016) - Delain + Evergrey (6 noiembrie 2016) - Obituary + Exodus + Prong (1 noiembrie 2016) - Billy Talent (28 octombrie 2016) - Katatonia (23 octombrie 2016) - Melanie Martinez (30 aprilie 2016) - Kamelot (23 aprilie 2016) - Amorphis (16 aprilie 2016) - My Dying Bride (8 aprilie 2016) - Ensiferum (3 aprilie 2016) - The Toy Dolls (2 aprilie 2016) - Black Stone Cherry (8 februarie 2016) - Behemoth + Abbath (7 februarie 2016) - Helloween + Rage (5 februarie 2016) | 2015 - Doro (10 decembrie 2015) - Ghost (8 decembrie 2015) - Europe (23 noiembrie 2015) - Bullet For My Valentine (18 noiembrie 2015) - Carcass + Napalm Death + Obituary + Voivod (31 octombrie 2015) - Cradle Of Filth (29 octombrie 2015) - The Sisters Of Mercy (19 octombrie 2015) - Paradise Lost (6 octombrie 2015) - Asking Alexandria (1 octombrie 2015) - Blind Guardian + Orphaned Land (11 aprilie 2015) - The Dandy Warhols (22 martie 2015) - Halestorm (17 martie 2015) - Tinashe (7 martie 2015) - Hammerfall + Orden Ogan (20 ianuarie 2015) |  |